# Eric Bailey
Eric Alfred George Shackleton Bailey (* 28. Juli 1905; † 12. September 1989) war ein britischer Politiker (Conservative).

## Karriere
Bailey gehörte 1931 bis 1935 dem Unterhaus als Abgeordneter für Manchester Gorton an. Es war das erste Mal seit 1906, dass Labour in diesem Wahlkreis verlor. Bailey verlor 1935 gegen Joseph Compton (Labour), den er 1931 noch besiegt hatte.